# سيمون غودل غريفين
سيمون غودل غريفين (بالإنجليزية: Simon Goodell Griffin)‏ هو ضابط أمريكي، ولد في 9 أغسطس 1824 في نيلسون في الولايات المتحدة، وتوفي في 14 يناير 1902 في كين في الولايات المتحدة.